# Givago Ribeiro
Givago Bitencourt Ribeiro (Santa María, 17 de diciembre de 1987) es un deportista brasileño que compitió en piragüismo en la modalidad de aguas tranquilas. Ganó dos medallas de bronce en los Juegos Panamericanos de 2011.

## Palmarés internacional
| Juegos Panamericanos | Juegos Panamericanos | Juegos Panamericanos | Juegos Panamericanos |
| Año                  | Lugar                | Medalla              | Competición          |
| -------------------- | -------------------- | -------------------- | -------------------- |
| 2011                 | Guadalajara (México) | Medalla de bronce    | K2 200 m             |
| 2011                 | Guadalajara (México) | Medalla de bronce    | K4 1000 m            |